# Edgard (Louisiana)
Edgard település az Amerikai Egyesült Államok Louisiana államában, Saint John the Baptist megyében, melynek megyeszékhelye is. Lakosainak száma 1948 fő (2020. április 1.).

## Népesség
A település népességének változása:

| 2010 | 2 441 |
| 2020 | 1 948 |